# Ligne 2 du S-Bahn de Berlin
Pour les articles homonymes, voir S2.
La ligne 2 du S-Bahn de Berlin (S-Bahnlinie 2 ou S2) est une des 15 lignes du réseau S-Bahn de Berlin. D'une longueur de 46,4 kilomètres et desservant 28 gares, elle assure avec la ligne 1 et la ligne 25 les liaisons nord ↔ sud de la capitale allemande. Son terminus nord se situe à la Gare de Bernau bei Berlin en Brandebourg et celui du sud à la Blankenfelde.

## Chemin de fer
La ligne 2 emprunte plusieurs lignes de chemin de fer : 
- une portion de la ligne de Berlin à Szczecin, ouverte le 1er août 1842 et électrifiée en 1924,
- le Tunnel Nord-Sud, ouvert le 28 mai 1936 entre Humboldthain et Unter den Linden et reliée le 9 octobre 1939 avec la gare d'Anhalt et Priesterweg
- une portion de la ligne de Berlin à Dresde, ouverte le 18 juin 1875 et électrifiée le 15 mai 1933.

## Les gares
En partant de l'extrémité nord de la ligne 2 (Les gares en gras servent de départ ou de terminus à certaines missions) : 
| PK   |  |   |  | Gare                             | Zone tarifaire | Quartier berlinois/ Commune brandebourgeoise | Correspondances, | Ligne ferroviaire |
| ---- |  | - |  | -------------------------------- | -------------- | -------------------------------------------- | ---------------- | ----------------- |
| 0,0  |  | o |  | Bernau                           | C              | Bernau                                       |                  | Berlin-Szczecin   |
| 1,9  |  | • |  | Friedenstal                      | C              | Bernau                                       |                  | Berlin-Szczecin   |
| 4,2  |  | • |  | Zepernick                        | C              | Panketal                                     |                  | Berlin-Szczecin   |
| 6,1  |  | • |  | Röntgental                       | C              | Panketal                                     |                  | Berlin-Szczecin   |
| 8,2  |  | • |  | Buch                             | B              | Buch                                         |                  | Berlin-Szczecin   |
| 10,9 |  | o |  | Karow                            | B              | Karow                                        |                  | Berlin-Szczecin   |
| 14,0 |  | o |  | Blankenbourg (Blankenburg)       | B              | Blankenbourg                                 |                  | Berlin-Szczecin   |
| 15,8 |  | o |  | Pankow-Heinersdorf               | B              | Pankow / Heinersdorf                         |                  | Berlin-Szczecin   |
| 17,7 |  | o |  | Pankow                           | B              | Pankow                                       |                  | Berlin-Szczecin   |
| 19,3 |  | o |  | Bornholmer Straße                | B              | Prenzlauer Berg                              |                  | Berlin-Szczecin   |
| 20,4 |  | o |  | Gesundbrunnen                    | A              | Gesundbrunnen                                |                  | Berlin-Szczecin   |
| 22,2 |  | o |  | Humboldthain                     | A              | Prenzlauer Berg                              |                  | Berlin-Szczecin   |
| 23,2 |  | o |  | Gare du Nord (Nordbahnhof)       | A              | Mitte                                        |                  | Tunnel Nord-Sud   |
| 24,5 |  | o |  | Oranienburger Straße             | A              | Mitte                                        |                  | Tunnel Nord-Sud   |
| 25,2 |  | o |  | Friedrichstraße                  | A              | Mitte                                        |                  | Tunnel Nord-Sud   |
| 25,9 |  | o |  | Brandenburger Tor                | A              | Mitte                                        |                  | Tunnel Nord-Sud   |
| 26,8 |  | o |  | Potsdamer Platz                  | A              | Tiergarten                                   |                  | Tunnel Nord-Sud   |
| 27,7 |  | o |  | Gare d'Anhalt (Anhalter Bahnhof) | A              | Kreuzberg                                    |                  | Tunnel Nord-Sud   |
| 29,3 |  | o |  | Yorckstraße                      | A              | Schöneberg                                   |                  | Berlin-Dresde     |
| 31,3 |  | o |  | Südkreuz                         | A              | Schöneberg                                   |                  | Berlin-Dresde     |
| 33,0 |  | o |  | Priesterweg                      | B              | Schöneberg                                   |                  | Berlin-Dresde     |
| 34,4 |  | • |  | Attilastraße                     | B              | Tempelhof                                    |                  | Berlin-Dresde     |
| 37,2 |  | • |  | Marienfelde                      | B              | Marienfelde                                  |                  | Berlin-Dresde     |
| 38,8 |  | • |  | Buckower Chaussee                | B              | Marienfelde                                  |                  | Berlin-Dresde     |
| 40,1 |  | • |  | Schichauweg                      | B              | Marienfelde/Lichtenrade                      |                  | Berlin-Dresde     |
| 41,4 |  | • |  | Lichtenrade                      | B              | Lichtenrade                                  |                  | Berlin-Dresde     |
| 44,5 |  | • |  | Mahlow                           | C              | Blankenfelde-Mahlow                          |                  | Berlin-Dresde     |
| 47,1 |  | o |  | Blankenfelde                     | C              | Blankenfelde-Mahlow                          |                  | Berlin-Dresde     |

## Cadence horaire
| Tronçon             | Rame       | Cadence horaire (min) | Nombre d'arrêts | Longueur du parcours (km) | Temps de parcours (min) |
| ------------------- | ---------- | --------------------- | --------------- | ------------------------- | ----------------------- |
| Bernau-Blankenfelde | W (Wulf)   | 20                    | 28              | 46,4                      | 69                      |
| Buch-Lichtenrade    | WI (Wespe) | 20                    | 22              | 32,5                      | 50                      |